# ایهور چایکوفسکی
ایهور چایکوفسکی (اوکراینی: Ігор Геннадійович Чайковський؛ زادهٔ ۷ اکتبر ۱۹۹۱) بازیکن فوتبال اهل اوکراین است.
از باشگاه‌هایی که در آن بازی کرده‌است می‌توان به باشگاه فوتبال ماریوپول، باشگاه فوتبال آنژی مخاچ‌قلعه، باشگاه فوتبال شاختار دونتسک، و باشگاه فوتبال زوریا لوهانسک اشاره کرد.
وی همچنین در تیم‌های ملی فوتبال Ukraine national under-17 football team, Ukraine national under-18 football team, Ukraine national under-19 football team، زیر ۲۰ سال اوکراین، و زیر ۲۱ سال اوکراین بازی کرده‌است.